# Bunhwangsa
Bunhwangsa ist ein buddhistischer Tempel in der Provinz Gyeongsangbuk-do in Südkorea und liegt nahe der Stadt Gyeongju, der ehemaligen Hauptstadt des Silla-Königreiches. Der Tempel beheimatet einen Nationalschatz Südkoreas: die älteste noch vorhandene Steinpagode der Silla-Zeit.

## Geschichte
Der Bunhwangsa-Tempel wurde im Jahre 634 u. Z. unter Königin Seondeok errichtet. Ursprünglich bestand der Tempelkomplex aus einer Fahnenstange, einem inneren Tor, einer Steinpagode, drei goldenen Hallen, einer Versammlungshalle und einem Wandelgang, doch wurden die meisten der Gebäude während der mongolischen Invasion von 1238, sowie durch japanische Überfälle im Jahre 1592 und 1597 zerstört. Im Jahre 1609 bzw. 1774 wurden die Bogwangjeong-Halle und eine Yaksayeorae-Statue errichtet.